# Claude Frey
Pour les articles homonymes, voir Frey.
Claude Frey, né le 16 juillet 1943 à La Chaux-de-Fonds, est un homme politique suisse. Il siège au Conseil national de 1979 à 2003 et en est le président en 1994-1995.

## Biographie
Claude Frey est né le 16 juillet 1943 à La Chaux-de-Fonds. Son père, né dans le canton d'Argovie, est coiffeur. Il effectue une maturité commerciale dans sa ville natale, puis obtient une licence ès sciences économiques à l'Université de Neuchâtel. Il comme un doctorat sur l'aide aux régions défavorisées, mais y renonce. Pendant ses études, il est membre de la société d'étudiants Zofingue. Il est secrétaire du groupe radical de l'Assemblée fédérale de 1972 à 1975. Il y fait la connaissance Georges-André Chevallaz qui préside le groupe radical et est élu au Conseil fédéral en 1973.
Après son départ du Conseil communal de Neuchâtel en 1990, il exerce le métier de consultant économique parallèlement à son mandat de conseiller national. De 1991 à 1999, il préside deux associations faîtières de l'industrie alimentaire, l'Union suisse des fabricants de chocolat (Chocosuisse) et l'Union suisse des fabricants de biscuits et confiseries (Biscofa),. Depuis 1992, il est également à la tête de la Fédération des industries alimentaires suisses et, à partir de 1999, d'Inter Nutrition,. En 1997, il devient vice-président de l'Union patronale suisse et conserve ce poste jusqu'en 2000,. Dans les années 1990, il est également membre du conseil d'administration du fabricant de montres Tag Heuer. Depuis 2010, il est administrateur et secrétaire de la société Ispar Holding SA qui détient les participations d'Isidore Partouche dans des casinos suisses.
Il est président de l'Institut suisse de police.
En 1999, il entre au conseil exécutif du Centre européen pour l'interdépendance et la solidarité mondiales du Conseil de l'Europe. En 2004, il en devient le président.
En 2004, il joue dans une pièce de théâtre à Fribourg.

## Parcours politique

### Niveaux communal et cantonal
Membre du Parti radical-démocratique depuis 1969, il entre au conseil général de la ville de Neuchâtel en 1972. Trois ans plus tard, il est élu au Conseil communal, l'exécutif. Il y reste durant 16 ans, d'abord responsable de la police pendant dix ans, puis des travaux publics pendant six ans. À plusieurs reprises, il préside le Conseil communal de la ville. Il est l'un des créateurs de la zone piétonne, dont les commerçants ne voulaient pas, et fait également procéder à la rénovation de nombreux immeubles communaux du centre-ville. C'est également pendant son mandat que sont construits les logements sociaux des Acacias et que le Muséum d'histoire naturelle quitte le Collège latin pour l'ancien collège des Terreaux,. Il dénonce également la proximité entre des promoteurs immobiliers, un de ses collègues au Conseil communal et un juge cantonal, s'attirant des inimitiés, mais provoquant la démission du juge et un blâme pour le conseiller communal,.
Il entre au Grand Conseil du canton de Neuchâtel en 1973 et y siège jusqu'en 1981. Pendant la même période, il est président du Parti radical-démocratique neuchâtelois. Par la suite, il critique vivement la ligne politique centriste du Parti radical neuchâtelois, notamment incarnée par les conseillers aux États Michèle Berger-Wildhaber, sa belle-sœur, et Thierry Béguin,,. Il ne réalise toutefois pas son rêve de créer un grand parti conservateur actif à l'échelle de la Suisse romande.

### Conseil national
En 1979, il est élu au Conseil national dont il fait partie pendant 24 ans. En 1989, il est le candidat officiel des radicaux romands et tessinois pour reprendre la présidence du groupe radical au chambres fédérales, détenue jusque-là par Ulrich Bremi, mais les parlementaires radicaux lui préfèrent Pascal Couchepin.
Il est président du Conseil national en 1994-1995. Dans ce cadre, il effectue une visite officielle en Chine puis une autre en Argentine et au Chili. C'est à lui que revient l'honneur de diriger la séance commémorative du parlement marquant les 50 ans de la fin de la Seconde Guerre mondiale le 7 mai 1995. Il préside la Commission de politique extérieure en 2001 et 2002.
Indépendant, il n'hésite pas à voter contre son parti sur certains sujets. Dans les années 1980, il soutient une hausse de la redevance pour la Société suisse de radiodiffusion et télévision (SSR), ce qui déplaît à de nombreux radicaux alémaniques. Il est le seul[réf. nécessaire] parlementaire de droite à voter pour que les avions Pilatus PC-7 soient placés sur une liste de matériel de guerre dont l'exportation est soumise à autorisation.
Au sein de son groupe, il est l'un des partisans de l'arrêté Bonny, accepté en 1995, qui apporte un soutien financier aux régions suisses défavorisées. S'il est favorable à l'Espace économique européen et aux accords bilatéraux avec l'Union européenne, il est opposé à l'adhésion à cette organisation. Prenant la parole à Santiago du Chili devant la colonie suisse en 1995, il doute même du succès de l'euro[réf. nécessaire]. Il s'oppose également, en 1994, à la création d'un corps suisse de casques bleus.
À la démission de Jean-Pascal Delamuraz, il se porte candidat au Conseil fédéral en 1998. Le Parti radical-démocratique ne le retient pas parmi ses candidats officiels, qui sont les conseillers nationaux Pascal Couchepin et Christiane Langenberger, mais Claude Frey maintient sa candidature, tout comme l'ancien conseiller aux États Gilles Petitpierre. Le 11 mars 1998, Claude Frey est éliminé au quatrième tour de scrutin, tandis que Pascal Couchepin l'emporte sur Christiane Langenberger au cinquième tour.
De 1999 à 2003, il représente également la Suisse à l'Assemblée parlementaire du Conseil de l'Europe, après avoir été membre suppléant pendant la législature précédente. Il y siège au sein du groupe libéral.
En 2003, il ne se présente pas aux élections fédérales. Au moment de son départ, il est le conseiller national qui est en fonction depuis le plus longtemps, devançant de peu le zurichois Christoph Blocher.
Son humour, son accent, sa verve et sa calvitie le rendent populaire. Par ses attitudes politiques, il se situe en règle générale à l'aile droite du PRD.